# Chasing Papi
Chasing Papi (conocida en Latinoamérica como Un amante para tres) es una película de comedia estadounidense de 2003 protagonizada por Eduardo Verástegui, Roselyn Sánchez, Sofía Vergara y Jaci Velasquez. Fue dirigida por Linda Mendoza y coproducida por Forest Whitaker.

## Sinopsis
Tomás Fuentes, un joven mujeriego ejecutivo de una agencia de publicidad, tiene un romance con tres hermosas mujeres de ascendencia latina en tres estados diferentes. Por un descuido concierta una cita con las tres mujeres en la misma ciudad y el mismo fin de semana, lo que ocasiona toda una serie de líos en la vida del mujeriego Tomás.

## Reparto
- Eduardo Verástegui es Tomás "Papi" Fuentes.
- Roselyn Sánchez es Lorena.
- Sofía Vergara es Cici.
- Jaci Velasquez es Patricia.
- Lisa Vidal es Carmen.
- Freddy Rodríguez es Víctor.
- D.L. Hughley es Rodrigo.
- María Conchita Alonso es María.
- Walter Mercado es él mismo.
- Carlos Ponce es él mismo.
- Joy Enríquez es Mary.
- Ian Gomez	es el Doctor Chu.
- Diana María Riva es Fala.
- Ivette Sosa es Gloria.
- Bárbara Bermudo es la reportera.